# Walckenaeria arcana
Walckenaeria arcana este o specie de păianjeni din genul Walckenaeria, familia Linyphiidae, descrisă de Millidge, 1983. Conform Catalogue of Life specia Walckenaeria arcana nu are subspecii cunoscute.